# Batman & Mr. Freeze: SubZero
Batman y el Sr. Frío: Bajo Cero (en inglés: Batman & Mr. Freeze: SubZero; es una película de animación estadounidense de acción y aventura basada en el personaje Batman de DC Comics.Dirigida por Boyd Kirkland, producida por Warner Bros. Animation y animada por Koko Enterprises y Dong Yang Animation en Corea del Sur, se estrenó directamente para vídeo el 17 de marzo de 1998 .
Es la segunda película basada en Batman: la serie animada tras Batman: la máscara del fantasma, y se desarrolla entre el final de esta película y el comienzo de Las nuevas aventuras de Batman. Kevin Conroy y Michael Ansara repiten sus respectivos papeles de la serie como los personajes principales de la película. La cinta ganó el premio Annie en la categoría Mejor producción animada de vídeo doméstico. 
La película se retrasó durante un tiempo debido a la reacción negativa que provocó la película Batman y Robin, la película de acción real que también contó con el Sr. Frío como el principal antagonista. Sin embargo, Bajo Cero recibió una fuerte respuesta positiva por parte de los críticos, yéndole mucho mejor que Batman y Robin. Más tarde, se estrenó el episodio Cold Comfort de The New Batman Adventures, el cual sirvió como secuela de la película, y después, se estrenó el episodio Meltdown de Batman Beyond, el cual narra también la muerte de Sr. Frío.

## Argumento
Desde su último encuentro contra Batman, Mr. Freeze ha encontrado un hogar en el Ártico con su aún criogenizada esposa Nora, un joven niño esquimal llamado Kunac y dos osos polares, llamados Hotchka y Shaka. La condición de Nora comienza a deteriorarse rápidamente debido a un submarino que sale de debajo del agua directamente debajo de ellos, rompiendo su vasija de contención. Freeze vuelve a Ciudad Gótica con sus compañeros, y pide la ayuda del Dr. Gregory Belson para encontrar una cura. Belson determina que Nora necesita un trasplante de órganos, pero debido a que su tipo de sangre es poco común, no hay donantes adecuados disponibles.
Freeze decide que van a utilizar un donante vivo, a pesar de que significa que el donante va a morir en el proceso. Belson se rehúsa a matar una niña inocente, pero Freeze lo soborna con una roca de oro (le dice que tendrá esa y muchas más) y una mina activa de oro ubicada en el ártico que pondrá fin a los problemas financieros de Belson, por lo cual este acepta. Barbara Gordon (Batgirl) es la donante perfecta, y Freeze descubre, gracias a la compañera de cuarto de Barbara, que está se encuentra en un restaurante con su novio, Dick Grayson (Robin). Freeze ataca el restaurante y secuestra a Bárbara, llevándola a una plataforma petrolífera abandonada, donde él y Belson se esconden. Freeze y Belson le explican la situación a Bárbara, quien afirma que ella está dispuesta a ayudar a Nora para la "transfusión de sangre", pero no en la plataforma petrolera, lo que provoca que Freeze mantenga prisionera a Barbara. mientras el momento de la operación se acerca, Bárbara se da cuenta de que están mintiendo cuando dicen que tendrá que someterse a la operación simple y se escapa con la ayuda de Kunac. Belson la persigue y casi la atrapa, pero justo en ese momento llegan Batman y Robin. 
Freeze sigue a Belson, y en el enfrentamiento con Batman, Belson accidentalmente le dispara a uno de los tanques de combustible y se inicia un incendio de rápida propagación, mientras que Freeze atrampa a Batman y Robin. Freeze insiste en que Belson realice la operación, a pesar de la plataforma petrolera que está a punto de estallar, pero Belson traiciona a Freeze e intenta escapar, pero solo para ser aplastado por los escombros. Accidentalmente, Freeze se rompe la pierna, pero le dice a Batman que salve a Nora y Kunac en primer lugar, junto con Bárbara. Nora, Kunac y Barbara son llevados a un lugar seguro con la Bati-Nave, pero Batman no logra salvar a Freeze a tiempo. La plataforma se derrumba bajo sus pies, dándole a Freeze en el hombro, y enviándolo al océano.
Batman se las arregla para volver a la Bati-Nave y subir a bordo poco antes de que la plataforma petrolera finalmente estalle, pero Freeze se escapa justo a tiempo, ayudado por sus osos polares Hotchka y Shaka. Un tiempo después Freeze regresa a su base en el Ártico para continuar su vida ahora en solitario, después de haber congelado su pierna en un molde de hielo para aliviar su pierna fracturada, pero al observar por la ventana de una estación de investigación en este lugar ve por la televisión que Nora ha sido revivida después de un trasplante de órganos financiado por Empresas Wayne, lo cual causa que Freeze se ponga a llorar de la alegría al saber que su esposa esta viva y con sonrisa en su rostro, se retira del lugar junto a sus osos polares ahora con una nueva perspectiva de su vida.

## Personajes
- Batman/Bruce Wayne: El Caballero Oscuro de Ciudad Gótica cual junto con Robin rescatan a Bárbara, Nora, y Kunac de la estación petrolífera de Sr. Frío.
- Robin/Dick Grayson: el Chico Maravilla y novio de Bárbara Gordon. Es también el compañero de Batman. Junto con Batman rescatan a Barbara, Nora, y Kunac de la estación petrolífera de Freeze.
- Bárbara Gordon: Es la novia de Dick Grayson. Es secuestrada por Sr. Frío debido a que ella y Nora Frío tienen el mismo tipo raro de sangre.
- Dr. Victor Fries (Sr. Frío): Es el villano principal de la película. Secuestra a Bárbara Gordon (que tiene el mismo raro tipo de sangre que la esposa de Freeze) para poder revivir a su esposa mediante un trasplante de órganos (que finalmente no se realizó) por el Dr. Gregory Belson.
- Dr. Gregory Belson: El villano secundario de la película. Él era quién debía ejecutar el trasplante de órganos entre Nora Frío y Bárbara Gordon. Finalmente no realiza la operación y traiciona a Mr. Freeze al tratar de escapar de la estación petrolífera a punto de estallar. Muere cuando los escombros de un sector superior de la estación le caen encima.
- Kunac: Un pequeño niño esquimal de doce años que ayuda a Freeze por voluntad propia. No tiene familia ya que, además de ser hijo único, sus padres murieron cuando era más pequeño. Al final ayuda a Bárbara Gordon a escapar de la estación petrolífera de Sr. Frío. Su nombre suena parecido a la palabra "Cuna".
- Nora Fries: La esposa del Sr. Frío. tiene una enfermedad casi terminal, por cual hasta que su esposo hallara una cura debe estar criogenicamente congelada. Batman logra salvarla antes de que la estación petrolífera estalle y gracias a las Empresas Wayne es revivida y recuperada con éxito de su enfermedad terminal.